# 永乐站 (北京市)
永乐站，是京津城际铁路上的一座预留车站。这座车站位于北京市通州区永乐店镇，由于周边开发不完善，所以暂未使用。具体开通时间待定。